# جيمس إل. رايت
جيمس إل. رايت (بالإنجليزية: James L. Wright)‏ هو سياسي أمريكي، ولد في 10 مارس 1925 بنيويورك في الولايات المتحدة، وتوفي في 16 أكتوبر 1990 في الولايات المتحدة. حزبياً، نشط في الحزب الجمهوري. وقد انتخب عضو مجلس نواب بنسيلفانيا.